# 뿔나비

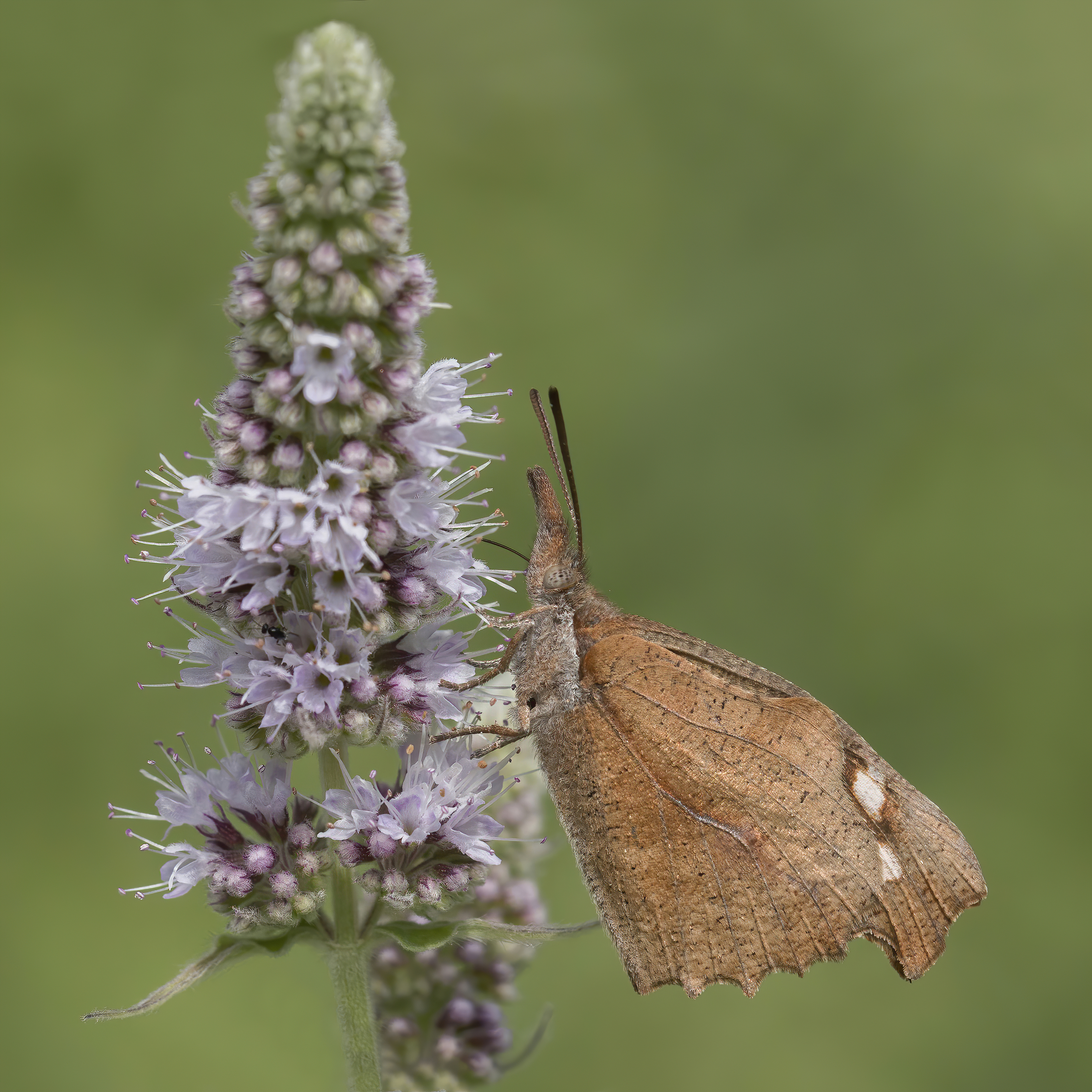

뿔나비는 네발나비과의 곤충이다.

## 설명
윗면 몸색깔은 짙은 갈색이다. 앞날개에는 주황색-노란색 줄무늬로 채워진 반점이 있으며, 윗면은 움푹 들어가있다.  날개의 길이는 약 48mm이다.
월동하는 대표적인 나비로서 날이 온화한 날에는 햇볕을 쬐고 있는 모습을 볼 수 있다. 수 년을 주기로 대량 발생하여 길을 가득 메우는 경우가 종종 있다.

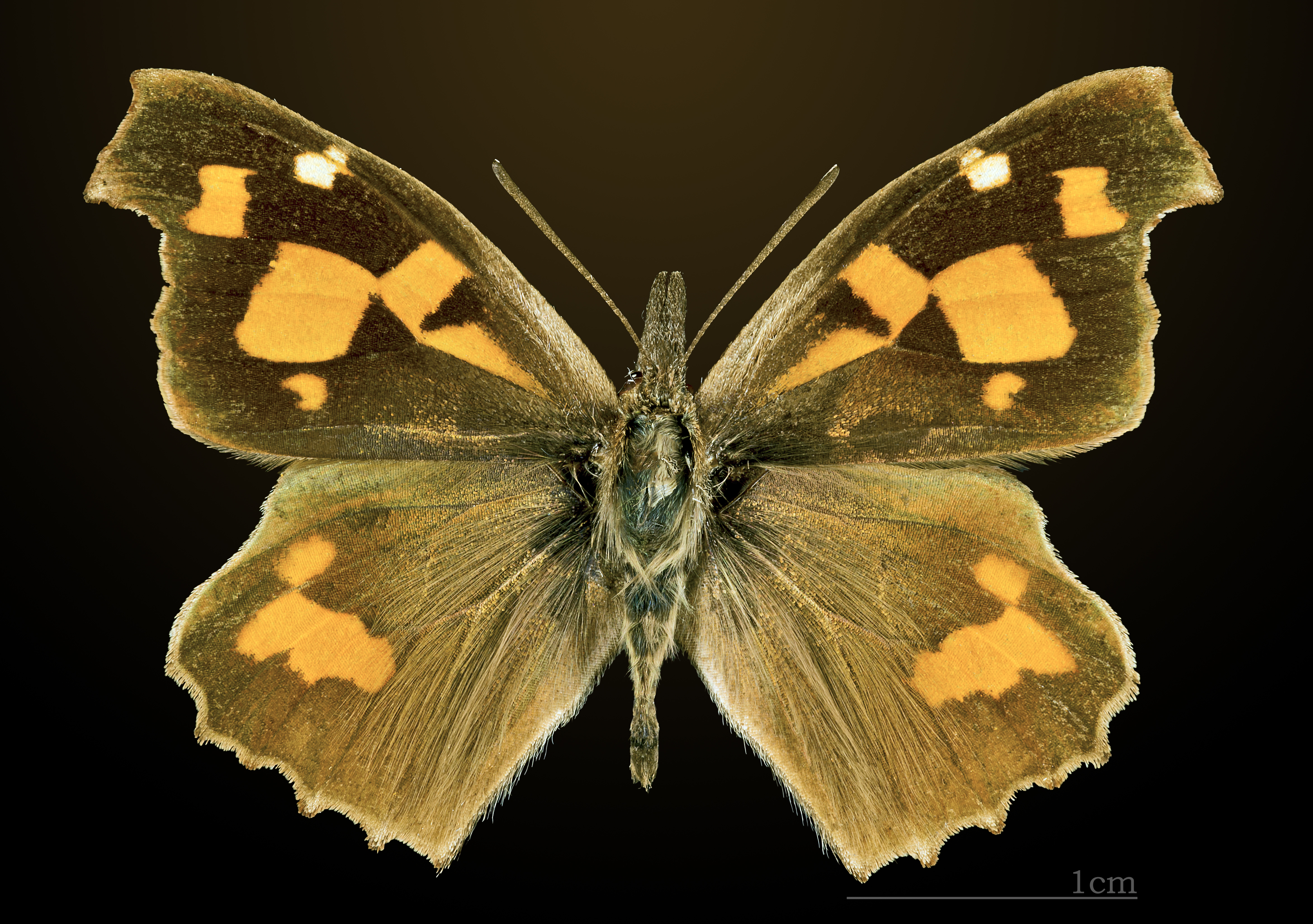
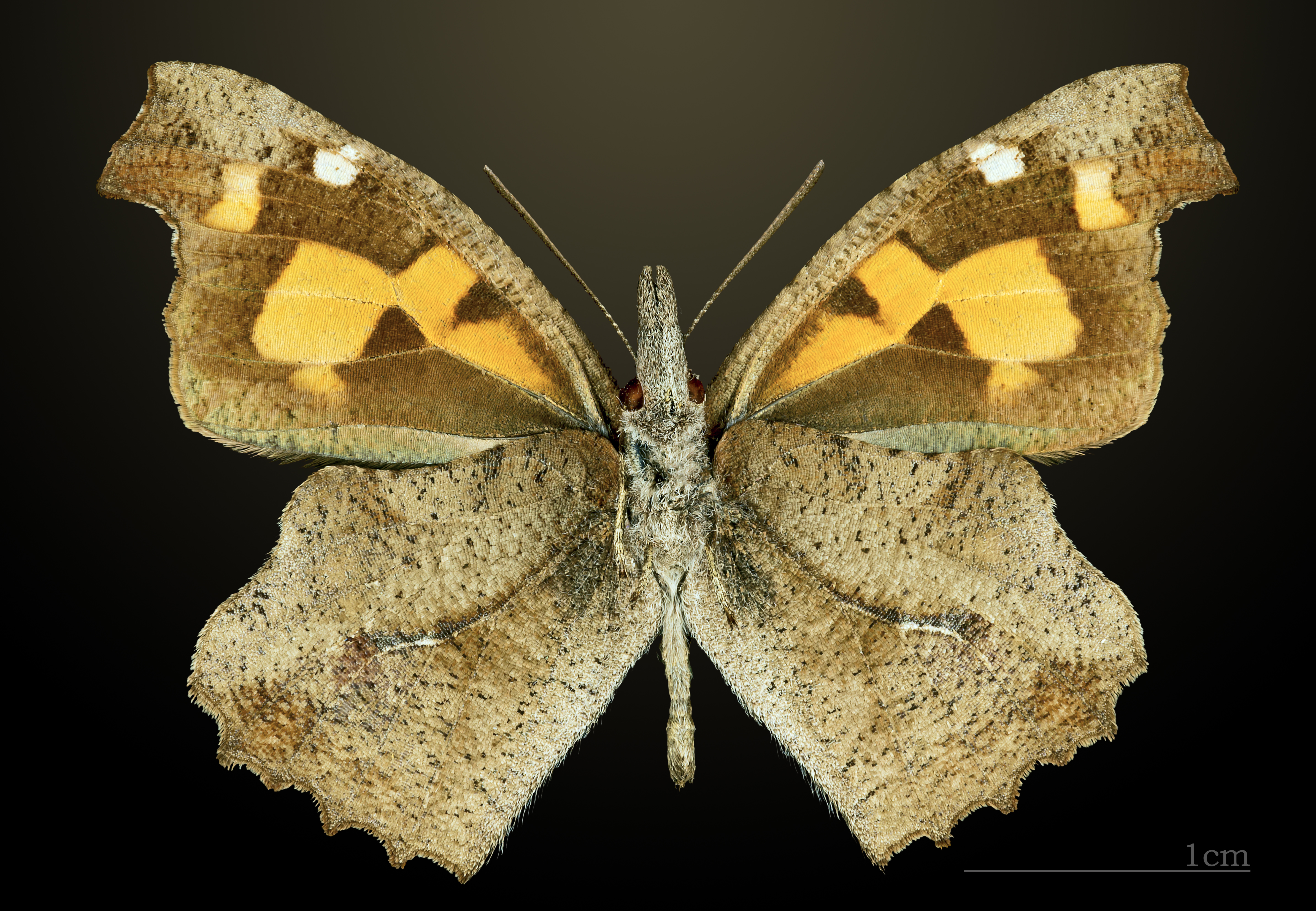

1. ↑  “수목원의 뿔나비 떼”.